# منطقه کلان‌شهری واشینگتن
منطقه کلان‌شهری واشینگتن (به انگلیسی: Washington metropolitan area) یک منطقه آماری کلان‌شهری در ایالات متحده آمریکا است. منطقه کلان‌شهری واشینگتن ۶٬۰۹۷٬۶۸۴ نفر جمعیت دارد و ۰–۷۱۶ متر بالاتر از سطح دریا واقع شده‌است.
یک منطقه کلان‌شهری به مرکزیت واشینگتن، دی.سی., پایتخت ایالات متحده آمریکا است. این منطقه شامل همه حوزه فدرال و بخش‌هایی از ایالات مریلند و ویرجینیا، و بخش کوچکی از ویرجینیای غربی است.
منطقه کلان‌شهری واشینگتن یکی از تحصیلکرده‌ترین و ثروتمندترین مناطق کلانشهری در آمریکاست. به تاریخ ۲۰۱۴، این منطقه جمعیت کل تخمینی در حدود ۶٬۰۹۷٬۶۸۴ داشته که آن را ششمین منطقه کلان شهری بزرگ در کشور و بزرگترین در جنوب شرق کشور می‌کند.